# Programpresentatör

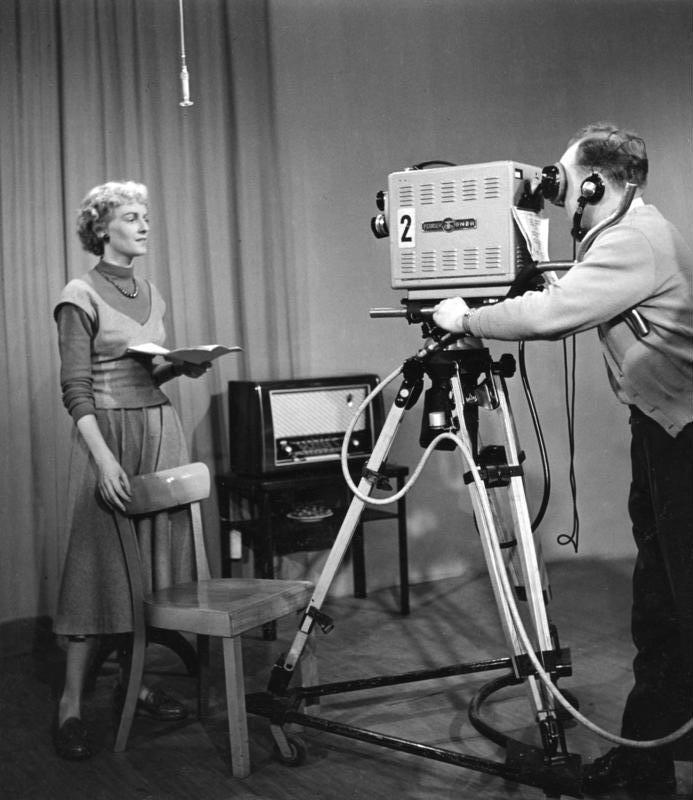
Gabriela Hellweg, programpresentatör för NWDR i Köln 1953.

Programpresentatör, i dagligt tal i TV-sammanhang kallad "hallåa",  är en person som presenterar och påannonserar program i TV. Uttrycket "hallåa" eller "hallåman" kommer från tiden före TV. Programpresentatörer har funnits i de flesta radio- och TV-kanaler i Sverige, såväl i som utanför bild.

## Historik
När reguljära tv-sändningar inleddes i Europa under 1950-talet bestod presentationen av tv-program av en programpresentatör som syntes i bild. Bakom sig brukade programpresentatörer ha en belyst skärm eller en ridå. Ibland kunde även kanalens logotyp ses bakom hallåan. Övriga presentationselement som var vanligt förekommande var klockor, någon slags kanal-ID och skyltar. Skyltar och kanal-ID framställdes genom att man filmade skyltar eller använde stillbilder ur programmen. Klockor, och ibland även kanal-ID, genererades ofta genom mekaniska modeller som filmades. Kanal-ID kunde ibland ackompanjeras av en fanfar, och vissa kanaler skapade animerade kanalidentiteter.
När man började använda programpresentatörer var det av flera skäl. På den tiden var tekniken osäker, vilket innebar att program kunde avbrytas mitt i, långfilmer kunde inte laddas upp i sin helhet och när skiften skulle ske mellan geografiskt olika placerade TV-stationer tog det tid, ibland upp till fem minuter att koppla upp. Alla dessa pauser var tvungna att fyllas ut, vilket blev hallåans uppgift. Jeanette von Heidenstam var den första programpresentatören i Sveriges Television och hon debuterade den 23 november 1957. En annan tidig programpresentatör i Sveriges Television var Anders Bauer.
Med tiden förändrades presentationen. Trailers, korta glimtar ur kommande program, blev vanligare allteftersom mer effektiva videosystem introducerades. De synliga programpresentatörerna började försvinna. BBC slutade med hallåor i bild, så kallade bildhallåor, på 1960-talet. I slutet av 1969 slutade även Sveriges Television med hallåor men efter mycket protester, bland annat från Ingmar Bergman, togs de tillbaka. Under 1980- och 1990-talen följde många andra kanaler BBC:s linje och slutade använda programpresentatörer helt och hållet. De kanaler som behöll hallåor i bild började under 1980- och 1990-talen att använda chroma key-teknik för att skapa bakgrunder. 
Kring år 2010 var det mycket få TV-kanaler i världen som fortfarande hade synliga programpresentatörer. Fenomenet är idag så gott som utdött på privata kommersiella kanaler internationellt.
Programpresentatörer i enbart tal är dock fortfarande vanliga i många europeiska länder, exempelvis Storbritannien och Irland där alla större kanaler använder hallåor som talar över en kanal-ID. I andra länder, såsom Frankrike, USA, Tyskland och Spanien, är hallåor relativt ovanligt. På mindre kanaler är programpresentationen förinspelad. Orsaken till att synliga programpresentatörer tas bort är ofta för att det inte ansetts tidsenligt och mest kopplats ihop med statligt kontrollerade kanaler. Ett annat argument är att det är mer resurskrävande att ha en hallåa i en liten TV-studio än att bara ha en röst då fokus istället kan ligga på bilder och grafik vilket i de flesta fall gynnar kanalens verksamhet bättre.
Däremot fattade SVT och privata TV4 olika beslut angående synliga TV-hallåor 2012. Medan SVT fortsättningsvis endast skulle ha rösthallåor, beslöt TV4 att fortsätta med synliga hallåor, men 2018 beslöt även TV4 att sluta med detta.
Fortfarande förekommer synliga programpresentatörer vid särskilda högtider. Ett exempel är julvärden som presenterar programmen på julafton.
I april 2020 beslöt SVT att tillfälligt återinföra hallåor.

## Källhänvisningar
1. 1 2 3 4  Sveriges Television (1969-11-28) Var fjortonde dag, från: Öppet arkiv, <oppetarkiv.se>, läst 2017-09-22
2. ↑  Stig Ahlgren (1970-01-17) Ingmar B och hallåorna, Svenska Dagbladet, sid:8
3. 1 2  TT Spektra (2012-02-28): "Hallå! En epok går i graven". Svd.se. Läst 18 februari 2015.
4. ↑  Expressen den 10 januari 2018, s. 34
5. ↑  Hallåorna tillbaka i SVT, läst 2 april 2020